# Psyche (Raumsonde)
Psyche ist eine Raumsonde des Discovery-Programms der NASA. Sie soll den metallreichen Asteroiden (16) Psyche erforschen und dabei helfen, den Ursprung von Planetenkernen besser zu verstehen. Sie wurde am 13. Oktober 2023 gestartet und soll nach einer Strecke von rund 3,5 Milliarden Kilometern und einem Swing-by an Mars  im Mai 2026 im August 2029 bei Psyche ankommen. Zusätzlich befindet sich auf der Sonde der Technologiedemonstrator DSOC zur Erprobung von optischer Kommunikation aus großer Entfernung.

## Missionsziele
(16) Psyche ist der schwerste bekannte Asteroid vom Typ M, also ein metallreicher Asteroid. Er befindet sich im Hauptgürtel auf einer elliptischen Bahn in einer Entfernung von 2,5 (Perihel) bis 3,3 (Aphel) astronomischen Einheiten. Er könnte der freiliegende Eisenkern eines Protoplaneten sein, der durch die Kollision mit einem anderen Objekt seinen äußeren Mantel verlor. Radarbeobachtungen von der Erde zeigen eine Zusammensetzung der Asteroidenoberfläche aus Eisen und Nickel. Ein fundamentaler Prozess bei der Bildung vieler Asteroiden und aller erdähnlichen Planeten ist die Differenzierung (Entmischung der Bestandteile nach Dichte). Die direkte Erkundung dieses mutmaßlichen Kleinplanetenkerns könnte zum Verständnis dieses Vorgangs beitragen. Die Psyche-Mission soll die Geologie, Form, elementare Zusammensetzung, Magnetfeld und Massenverteilung des Asteroiden charakterisieren. Dies könnte das Verständnis der Planetenentstehung und des Inneren von Planeten vertiefen. Die wissenschaftlichen Fragestellungen der Mission sind:
1. Ist Psyche der nackte Kern eines differenzierten Planetesimals, oder entstand sie als ein eisenreicher Himmelskörper? Was waren die Bausteine von Planeten? Hatten Planetesimale, die näher an der Sonne entstanden, deutlich verschiedene Zusammensetzung?
2. Falls Psyche ihren Mantel verlor, wann und wie geschah das?
3. Falls Psyche einst geschmolzen war, erstarrte sie von innen nach außen oder von außen nach innen?
4. Hatte Psyche einen magnetischen Dynamo, als sie abkühlte?
5. Was sind die wichtigsten Legierungselemente, aus denen der Asteroid besteht?
6. Was sind die wichtigsten Charakteristiken seiner geologischen Oberfläche und Topographie? Sieht Psyche radikal verschieden zu bekannten eisigen und steinigen Himmelskörpern aus?
7. Inwiefern sind Einschlagkrater auf Metall verschieden von solchen auf Fels oder Eis?

## Servicemodul

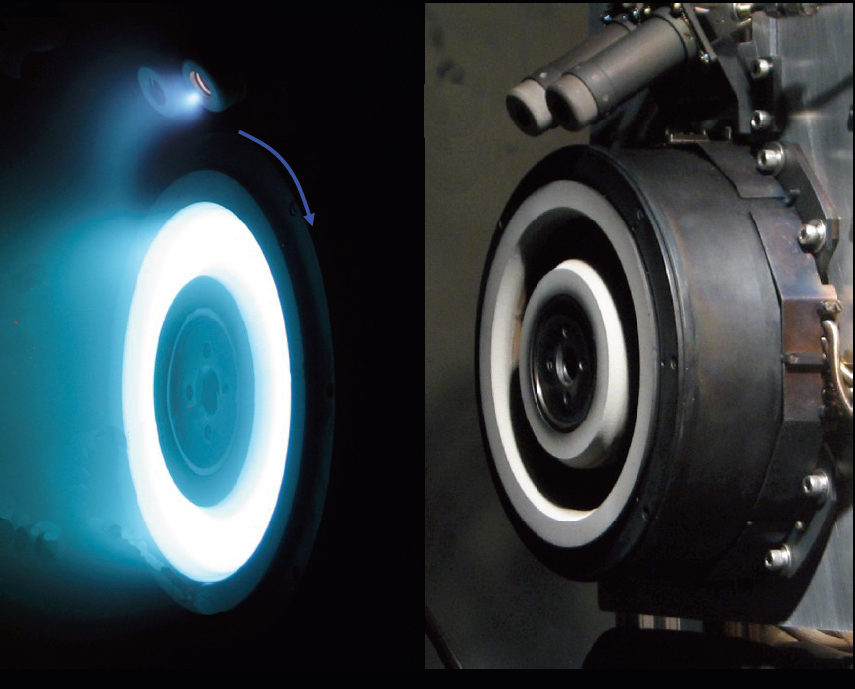
SPT-140-Ionenantrieb

### Maße und Gewichte
Der Sondenkörper hat die Maße 4,9 m × 2,2 m × 4,2 m, dabei sind die zwei Meter langen ausfahrbaren Masten für die Instrumente mitgerechnet. Mit den ausgefahrenen Solarpaneelen misst die Sonde 25 × 7,5 m und ist ungefähr so groß wie ein Tennisplatz. Beim Start hatte Psyche eine Masse von 2.747 kg, darin enthalten ist der Technologiedemonstrator.

### Energieversorgung
Die beiden Flügel enthalten je 5 Solarpaneele mit Dreischicht-Solarzellen, die kreuzförmig aufgeklappt werden. In Erdnähe liefert der Solargenerator 21 kW elektrische Leistung, während er den Asteroiden umkreist stehen zwischen 2,3 und 3,4 kW zur Verfügung. Die meiste Energie wird für den Hallantrieb benötigt.

### Antrieb
Die Sonde besitzt einen solar-elektrischen Antrieb: Vier Halltriebwerke des Typs SPT-140 (Stationary Plasma Thruster 140). Die Hall-Effekt Ionentriebwerke verwenden Xenon, um den Schub zu erzeugen. Es ist jeweils nur ein Triebwerk in Betrieb, das bis zu 240 Millinewton Schub erzeugt. Die Leistungsaufnahme des Triebwerks ist zwischen 900 W und 4,5 kW, es wiegt 8,5 kg und liefert eine Beschleunigung von 1800s. Insgesamt erfordert die Mission einen Impuls von 8,2 MNs.
An Bord sind sieben 82-Liter Tanks mit einem Inhalt von 1.085 kg Xenon.

### Kommunikation
Für den Datenaustausch mit der Erde im X-Band hat Psyche vier Antennen. Eine fest montierte Hochgewinnantenne mit 2 Metern Durchmesser von Maxar und drei Niedergewinnantennen von JPL. Die Kommunikation erfolgt durch das DSN. Das Deep Space Optical Communications  (DSOC) ist streng genommen nicht Teil des Kommunikationssystems, sondern Teil der Nutzlast, kann aber ebenso zur Datenübertragung genutzt werden.

## Nutzlasten
Die Sonde hat drei unterschiedliche Instrumente als Nutzlast bestückt: eine Multispektralkamera, ein Magnetometer und ein Gamma-Neutronenspektrometer. Magnetometer und Gamma-Neutronenspektrometer sind an einem zwei Meter langen Ausleger. Diese Art der Montage soll die Auswirkungen des Raumfahrzeugs auf die Instrumente minimieren. Das vierte Experiment ist das Radio-Schwerkraftexperiment ohne eigene Hardware, es soll die Antennen der Kommunikationsanlage für Dopplermessungen nutzen.

### Psyche Multispectral Imager (PMI)
Die Kamera ist missionskritisch, da sie außer für die wissenschaftliche Mission auch für die Navigation der Sonde verwendet wird. Aus diesem Grund ist sie zweifach vorhanden. Die Multispektralkamera hat 8 Spektralbereiche. Die Kameras sind im Nadir mit aneinander angrenzendem Blickfeld montiert und beruhen auf der Technik der Mast Camera, die bereits bei dem NASA-Mars-Rover Curiosity zum Einsatz kommt.  Die Kamera hat eine feste Brennweite von 148 mm f/1.8. Als Sensor dient ein Kodak KAI 2020 CCD mit einer Auflösung von 1600×1200 Pixel und 7,4 μm Pixelabstand. Beide Kameras haben eine eigene Elektronik und Motorsteuerung für das Filterrad. Die Software kann eine verlustlose Kompression oder eine verlustbehaftete Kompression in das JPG-Format, sowie einfache Bildverarbeitung vornehmen, beispielsweise Entfernen von Hintergrundrauschen und Artefakte durch kosmische Strahlung. Jede Kamera kann ca. 4000 unkomprimierte Bilder in der vollen Auflösung für den Downlink speichern. Das Gesichtsfeld der Kamera ist 4,6°×3,4° mit einer Auflösung von 0,05 mrad. Die Tiefenschärfe ist von 800 m bis unendlich. Aus einem Abstand von 200 km erreicht die Kamera eine Auflösung von 10 m/Pixel. Von jeder Oberflächenposition sollen mindestens drei Bilder gemacht werden, die aus bis zu ±20° unterschiedlichen Winkeln aufgenommen werden. Daraus lassen sich dann Stereobilder generieren, selbst wenn nur eine Kamera eingesetzt wird. Die Kamera hat 8 Filter, dazu eine Position „geschlossen“.
| Filter des Psyche Multispectral Imager | Filter des Psyche Multispectral Imager | Filter des Psyche Multispectral Imager                                                                       |
| -------------------------------------- | -------------------------------------- | --- |
| Band                                   | λ (nm)                                 | Hauptzweck                                                                                                   |
| clear                                  | 540± 280                               | ungefiltert für Navigation, Topografie und geologische Bestimmung                                            |
| B                                      | 437±50                                 | Asteroidenklassifizierung, blaue Komponente für Echtfarbenbilder                                             |
| o                                      | 495±25                                 | Sulfide, v. a. Troilit, Oldhamit                                                                             |
| v                                      | 550±25                                 | Oldhamit-Kontinuum, grüne Komponente für Echtfarbenbilder                                                    |
| w                                      | 700±50                                 | Das Band mit der höchsten Reflexion, rote Komponente für Echtfarbenbilder                                    |
| 0,75                                   | 750±25                                 | Suche nach calciumarmen Pyroxenen                                                                            |
| p                                      | 948±50                                 | Suche nach calciumreicheren Pyroxenen, genauere Spezifizierung von erdbasierten Beobachtungen in diesem Band |
| z                                      | 1041±90                                | Suche nach Olivin                                                                                            |

### Gammastrahlen- und Neutronenspektrometer
Dieses Instrument untersucht Gammastrahlung und Neutronen, die von der Asteroidenoberfläche ausgehen. Kosmische Strahlung und hochenergetische Partikel aus dem Sonnenwind treffen auf die Oberfläche, wo sie von Atomkernen aufgenommen werden. Anschließend strahlen die Atomkerne Gammastrahlen und Neutronen unterschiedlicher Energien ab, die sich analysieren und bestimmten Elementen zuordnen lassen.

### Magnetometer
Das  Magnetometer sucht nach der Existenz eines Magnetfelds. Asteroiden haben keinen rotierenden geschmolzenen Kern wie Planeten und generieren daher kein eigenes Magnetfeld. Falls sich ein Magnetfeld erkennen lässt, ist das ein Hinweis, dass es sich um den ehemals geschmolzenen Kern eines Planetesimals handelt. 

### Deep Space Optical Communications (DSOC)
Eine zusätzliche Nutzlast ist ein Technologiedemonstrator für die laseroptische Kommunikationstechnologie Deep Space Optical Communications (DSOC), die eine 10- bis 100-fachen Bandbreite gegenüber Radiokommunikation ermöglichen soll. Die maximale Datenrate beträgt 267 Mbit/s. In Goldstone wird dafür das Radioteleskop „DSS 23“ mit Spiegel für den optischen Bereich zur Laserkommunikation gebaut und soll 2026 fertig werden. Die Mission soll den TRL der Technologie erhöhen. DSOC könnte bei zukünftigen Raumsonden und bei bemannten Marsmissionen zum Einsatz kommen und erlaubt eine ungefähr 100 mal höhere Datenrate als Radiokommunikation.
Für den Betrieb der Raumsonde wird nach wie vor die Radiokommunikation eingesetzt und alle Missionsziele lassen sich auch ohne den Betrieb des Lasers erreichen.

## Missionsverlauf

### Planung und Bau
Lindy Elkins-Tanton von der Arizona State University in Tempe ist Principal Investigator der Mission und schlug sie für das Discovery-Programm der NASA vor. Das Jet Propulsion Laboratory der NASA leitet das Projekt. Am 4. Januar 2017 wurde die Psyche-Mission gemeinsam mit der Lucy-Mission als Teil des Discovery Programs ausgewählt. Die Sonde wurde vom NASA JPL in Zusammenarbeit mit Space Systems/Loral und Arizona State University gebaut.

### Start
Als Trägerrakete für den Start der Sonde wurde anfangs eine Falcon 9 von SpaceX in Betracht gezogen. Die NASA wählte dann die leistungsfähigere Schwerlastrakete Falcon Heavy. Der Preis für den Raketenstart wurde mit 117 Mio. US-Dollar angegeben. Im Mai 2017 zog die NASA den Start um vier Jahre auf Sommer 2022 vor, was eine verbesserte Trajektorie und eine um 4 Jahre frühere Ankunft ermöglichen sollte. Im Juni 2022 wurde der Start jedoch wegen Problemen mit der Flugsoftware der Sonde für unbestimmte Zeit verschoben. Die Mission startete schließlich am 13. Oktober 2023 um 14:19 Uhr UTC vom NASA-Weltraumbahnhof Kennedy Space Center.

### Tests der Optischen Kommunikation
Zur Erprobung der DSOC-Technologie wurde im Dezember 2023 ein ultrahoch aufgelöstes Katzenvideo übertragen. Es war das erste Mal, dass Laserkommunikation im interplanetaren Raum eingesetzt wurde. Aus einer Entfernung von 31 Millionen Kilometern von der Erde wurde die maximale Datenrate von 267 Mbit/s erreicht, die Sendedauer war 0,58 Sekunden, dazu kamen 101 Sekunden für die Signallaufzeit. Eine Übertragung über den Radiosender hätte bei 360 kbit/s Übertragungsrate 426 Sekunden gedauert. Als Empfänger diente das 5-Meter-Hale-Teleskop am Palomar-Observatorium am Caltech in San Diego County, Kalifornien. Für den Einsatz dieser Technologie wurde vom Table Mountain Observatory der NASA bei Wrightwood, Kalifornien (Standort) ein 160-Watt-Laserstrahl durch ein 1-Meter-Teleskop ausgestrahlt, der von der Sonde empfangen und zur Ausrichtung des Lasers auf das Palomar-Observatorium genutzt wurde. Die maximale Sendeleistung des Transceivers von Psyche beträgt 4 Watt.
Im April 2024 wurde mit DSOC über 226 Millionen Kilometer Entfernung (ca. 1,5 AE) eine Datenrate von 25 Mbit/s erreicht, gefordert waren mindestens 1 Mbit/s. Die Laserstrahlen im nahen Infrarot benötigten dabei fast 13 Minuten für den Weg von der Sonde zur Erde. Es wurde auch untersucht, ob Radiowellen und Infrarot-Laser sich gegenseitig beeinflussen.
Ein weiterer Betrieb der Technologie im Juli 2024 setzte einen neuen Entfernungsrekord aus einer Entfernung von 460 Millionen Kilometern. Das entspricht der Entfernung zwischen Erde und Mars, wenn sie am weitesten voneinander entfernt sind. Ein wichtiges Ziel des Experiments ist herauszufinden, wie stark sich das Signal unter solchen Entfernungen verschlechtert, wie präzise sich der Laserstrahl in der Praxis ausrichten lässt und ob die Technologie den Anforderungen gewachsen ist. Für den Uplink wurde nun ein 7-kW-Laser eingesetzt.
ESA konnte am 7. Juli 2025 mit DSOC erstmals eine Tiefraum-Datenverbindung aufbauen über eine Entfernung von 1,8 AE, ca. 265 Millionen km. Dazu wurde vom Kryoneri Observatorium in der Nähe von Athen in Griechenland ein starker unmodulierter Laserstrahl in Richtung Psyche geschickt, dieser wurde benutzt, um den Laser von DSOC in Richtung Erde auszurichten. Die Signale von Psyche wurden dann vom 37 km entfernten Helmos Observatorium empfangen. Vorbereitend wurde eine Simulation mit einem schwachen Laser und dem geostationären Alphasat I-XL durchgeführt. Für das Experiment wurden sicherheitshalber Teile des Luftraums über Griechenland für den Flugverkehr geschlossen.

### Problem mit der Zuleitung der Triebwerke
Die Ionentriebwerke wurden im Mai 2024 erfolgreich in Betrieb genommen. Am 1. April 2025 fiel in der Zuleitung der Druck von 2,5 bar (36 psi) auf 1,8 bar (26 psi) ab. Die Triebwerke schalteten sich daraufhin automatisch ab. Der Betrieb der Triebwerke wurde vorläufig eingestellt, bis die Ursache des Druckabfalls geklärt war.
Als Ergebnis verschiedener Tests kam man zu der Erkenntnis, dass ein mechanisches Problem vorliegt und ein Teil in den Ventilen, die den Zufluss des Xenons regeln, nicht mehr funktioniert wie es sollte und den Xenonfluss beeinträchtigt und dadurch den Druckabfall verursacht. Daraufhin wurde die Ersatzleitung eingesetzt und die Ventile der bisherigen Zuleitung bleiben in offener Position. Der Betrieb der Treibwerke wurde daraufhin am 16. Juni 2025 wieder aufgenommen.

## Gestrichene Sekundärnutzlasten
Zusammen mit Psyche sollten als Sekundärnutzlast auch zwei Marssonden der NASA-Mission EscaPADE gestartet werden. Dieses Ziel wurde 2020 nach der Änderung der Flugbahn der Psyche-Mission aufgegeben. Nach der Absage des Psyche-Starts im Jahr 2022 wurde auch der Mittransport von Janus gestrichen, zweier Kleinsonden zur Untersuchung der Doppelasteroiden (35107) 1991 VH und (175706) 1996 FG3.

## Galerie

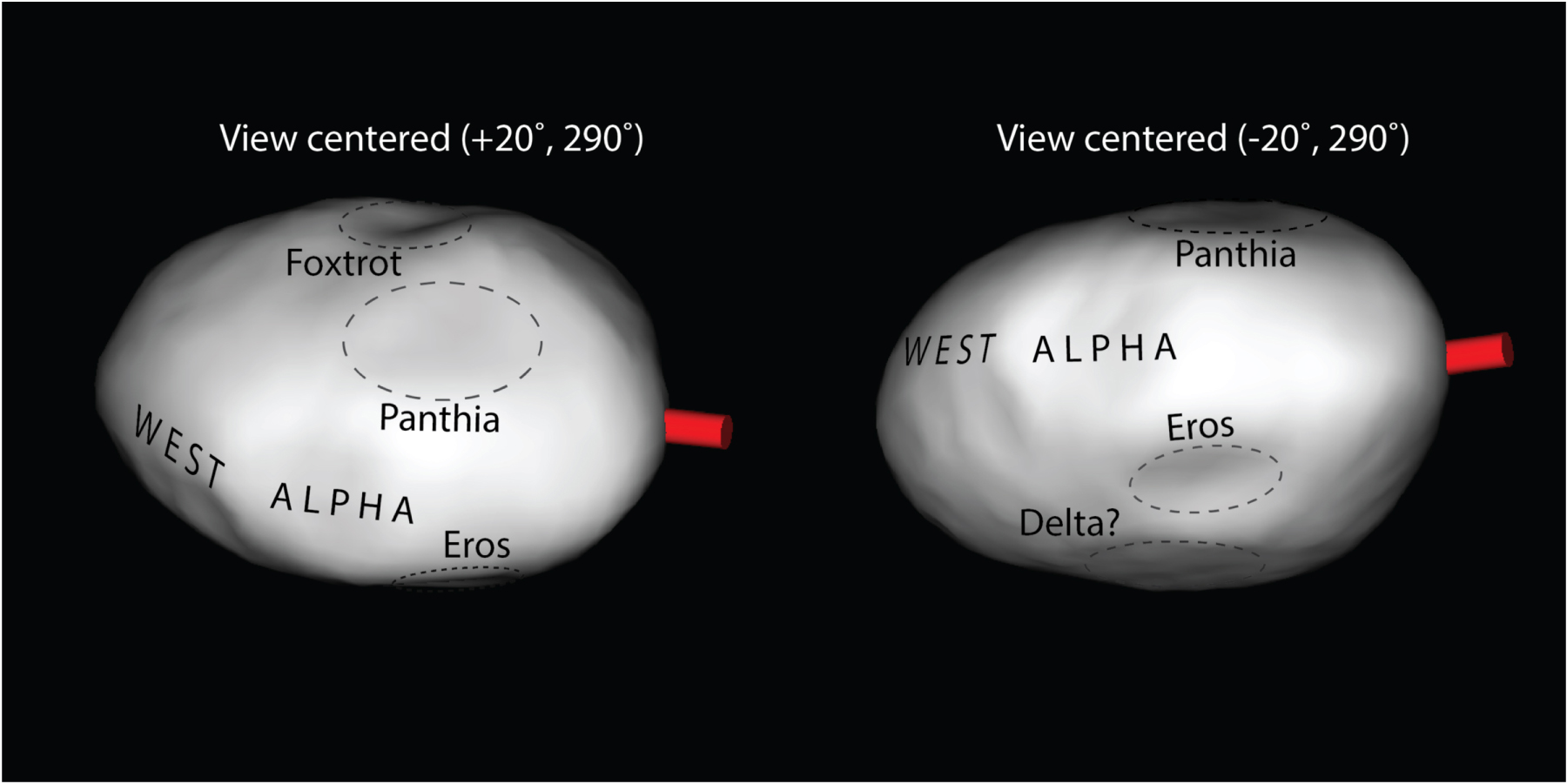
Ein auf Lichtkurvendaten basierendes 3-D-Modell des Asteroiden (16) Psyche
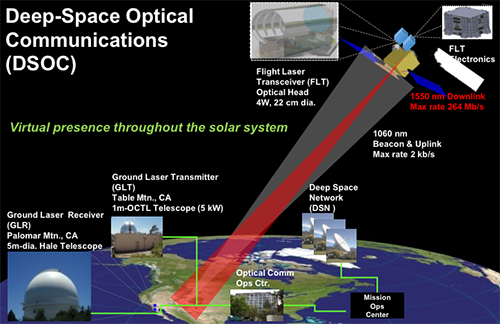
Schema der Architektur für den Deep-Space Optical-Communications-Prototyp
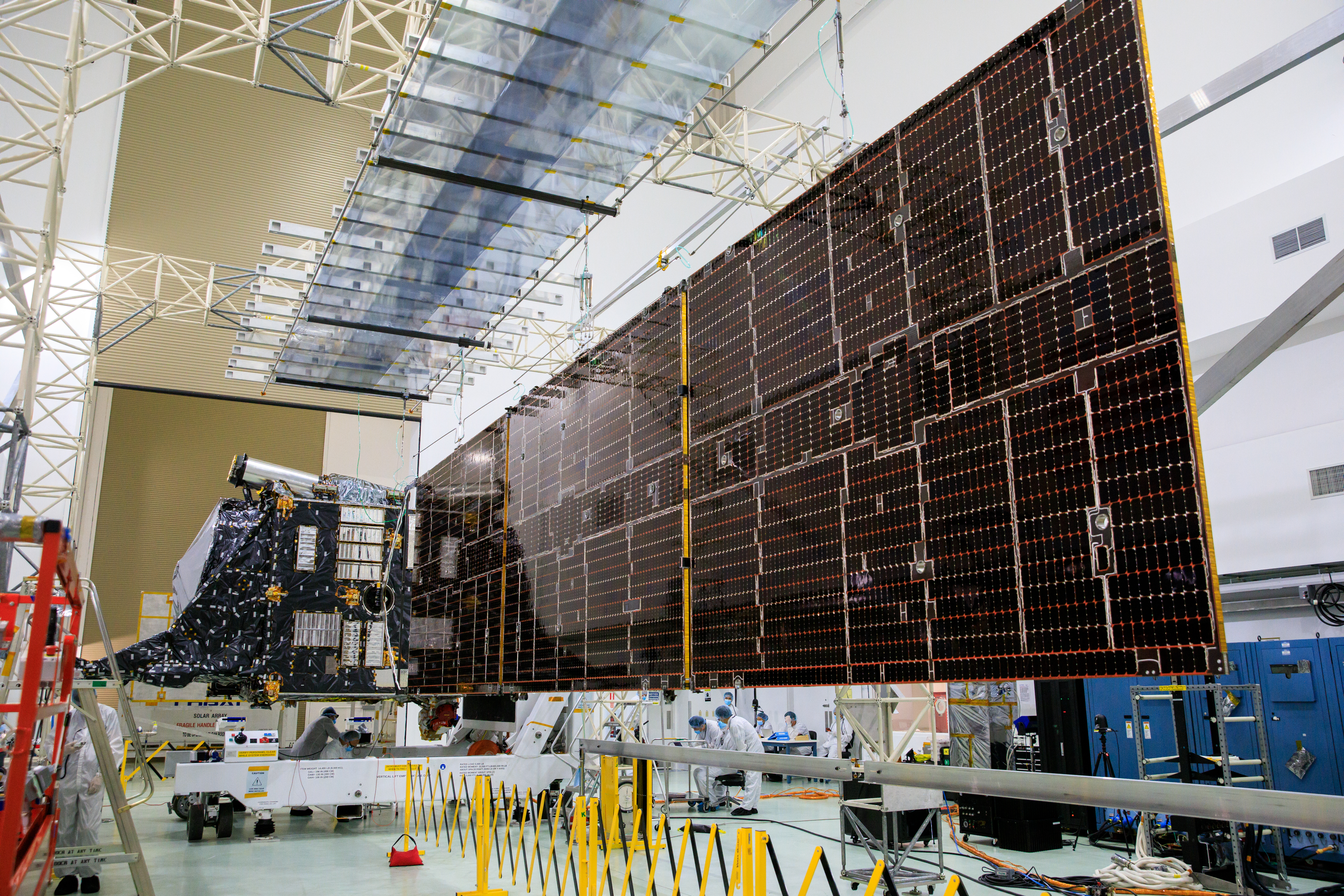
Psyche bei Startvorbereitungen
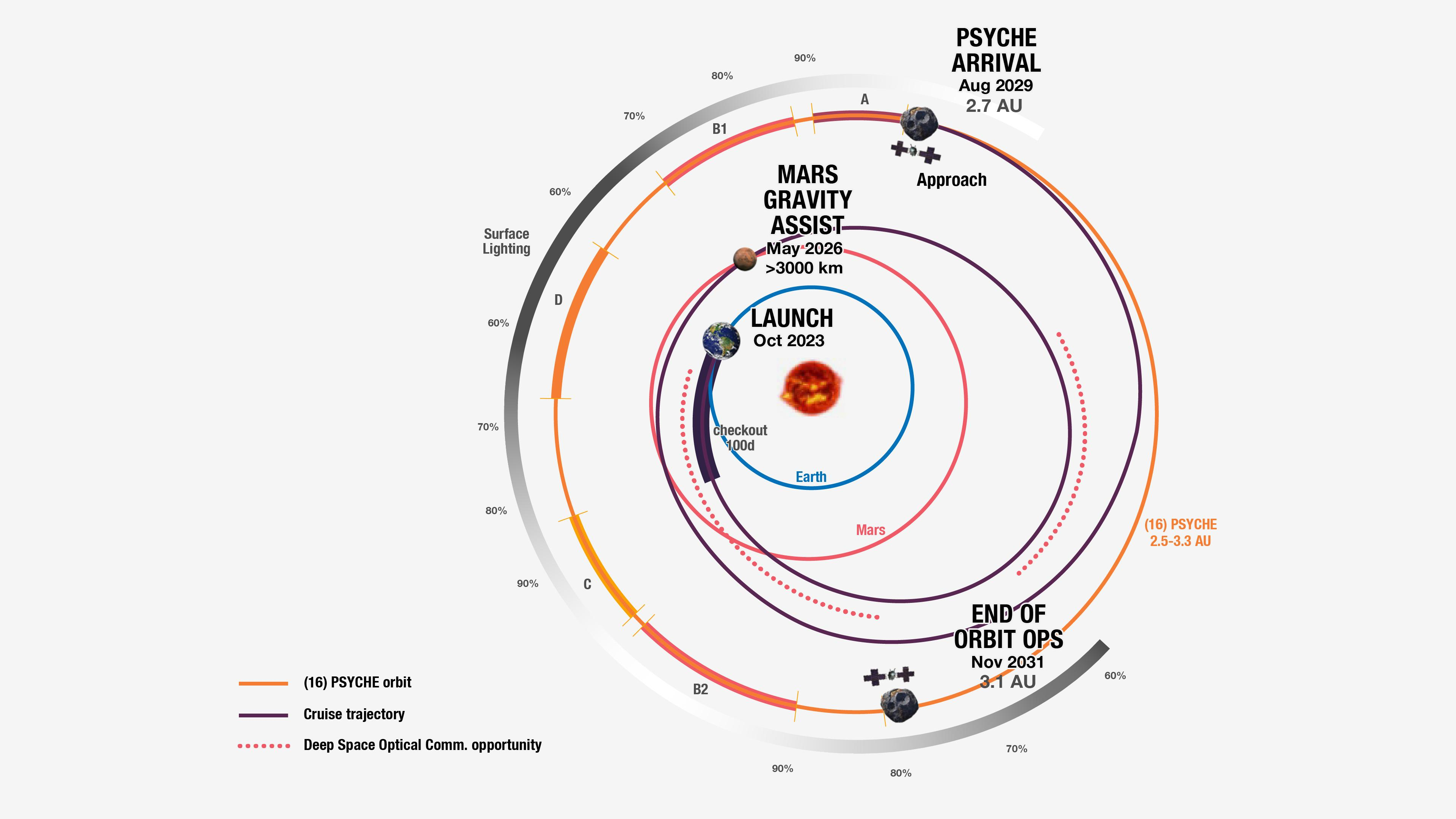
Missionsplan der NASA zur Raumfahrt der Psyche-Sonde

Alle Bilder sind in englischer Sprache beschriftet.